# Pseudeusemia divergens
Pseudeusemia divergens är en fjärilsart som beskrevs av George Thomas Bethune-Baker 1910. Pseudeusemia divergens ingår i släktet Pseudeusemia och familjen mätare. Inga underarter finns listade i Catalogue of Life.